# Швеция на зимних Олимпийских играх 1980
Швеция принимала участие в Зимних Олимпийских играх 1980 года в Альбертвиле (Франция) в шестнадцатый раз за свою историю, и завоевала одну золотую и три бронзовые медали. 

## Состав сборной
Сборную страны представляли 12 женщин и 49 мужчин, они соревновались в 9 видах спорта.

## Медали
Золото
- Горнолыжный спорт, слалом, мужчины — Ингемар Стенмарк.
- Горнолыжный спорт, гигантский слалом, мужчины — Ингемар Стенмарк.
- Лыжные гонки, 15 км, мужчины — Томас Вассберг.

 Бронза
- Хоккей, мужчины — Пелле Линдберг, Вильям Лёфквист, Томас Юнссон, Ульф Вейнсток, Матс Валтин, Томас Эрикссон, Стуре Андерссон, Ян Эрикссон, Томми Самуэльссон, Матс Ольберг, Матс Нэслунд, Пер Лундквист, Лейф Хольмгрен, Ларс Мулин, Дан Сёдерстрём, Бу Берглунд, Хокан Эрикссон, Леннарт Нурберг, Бенгт Лундхольм, Харальд Люкнер.